# Stipa tucumana
Stipa tucumana är en gräsart som beskrevs av Parodi. Stipa tucumana ingår i släktet fjädergrässläktet, och familjen gräs. Inga underarter finns listade i Catalogue of Life.